# Аматкарейо, Ховани
Ховани Шакур Аматкарейо (нидерл. Chovanie Shakur Amatkarijo; род. 20 мая 1999, Гаага) — нидерландский футболист, нападающий шведского ГАИС и сборной Синт-Мартена.

## Клубная карьера
Является воспитанником академии «АДО Ден Хааг». Выступал за различные юношеские и молодёжные команды клуба. За первую команду дебютировал 29 января 2017 года в матче чемпионата Нидерландов против «Аякса», заменив на 87-й минуте Шералдо Беккера. В конце августа 2017 года на правах аренды перешёл в «Валвейк», выступающий в первом дивизионе. В апреле 2018 года побывал на просмотре в итальянском «Бари». По итогам просмотра контракт с клубом не подписал и вернулся в «АДО Ден Хааг». В сентябре 2019 года подписал любительский контракт с «ТОП Осс». В середине октября покинул команду. В январе 2020 года подписал контракт на полгода с «Схевенингеном» из второго дивизиона.
В январе 2021 года перебрался в Швецию, где подписал контракт с «Карлстадом». В его составе забил 14 мячей в 24 матчах первого дивизиона. В начале февраля 2022 года покидает клуб и переходит в «Кавалу» из второго греческого дивизиона. Спустя месяц возвращается в Швецию, где подписывает двухлетнее соглашение с «Эстерсундом».
В июне 2023 года стал игроком хорватской «Истры», с которой подписал контракт до 2026 года. В чемпионате Хорватии первую игру провёл 23 июля против «Локомотивы». В конце августа покинул команду и вновь возвратился в Швецию, где присоединился к ГАИС. Первую игру за новый клуб провёл 2 сентября против «Ландскруны», появившись на поле в середине второго тайма. По итогам сезона вместе с командой занял второе место в Суперэттане и вышел в Алльсвенскан. В чемпионате Швеции дебютировал 8 апреля в игре с «Вернаму».

## Карьера в сборной
В марте 2023 года был вызван в национальную сборную Синт-Мартена на матч группового этапа Лиги наций КОНКАКАФ против Бонайре и Американских Виргинских островов. В её составе дебютировал 25 марта в поединке с Бонайре. Аматкарейо вышел в стартовом составе и отметился забитым мячом и двумя голевыми передачами.

## Статистика в сборной
| Матчи и голы Ховани Аматкарейо за национальную сборную Синт-Мартена | Матчи и голы Ховани Аматкарейо за национальную сборную Синт-Мартена | Матчи и голы Ховани Аматкарейо за национальную сборную Синт-Мартена | Матчи и голы Ховани Аматкарейо за национальную сборную Синт-Мартена | Матчи и голы Ховани Аматкарейо за национальную сборную Синт-Мартена | Матчи и голы Ховани Аматкарейо за национальную сборную Синт-Мартена |
| №                                                                   | Дата                                                                | Оппонент                                                            | Счёт                                                                | Голы                                                                | Соревнование                                                        |
| ------------------------------------------------------------------- | ------------------------------------------------------------------- | ------------------------------------------------------------------- | ------------------------------------------------------------------- | ------------------------------------------------------------------- | ------------------------------------------------------------------- |
| 1                                                                   | 25 марта 2023                                                       | Бонайре                                                             | 6:1                                                                 | 1                                                                   | Лига наций КОНКАКАФ 2022/2023                                       |
| 2                                                                   | 28 марта 2023                                                       | Американские Виргинские острова                                     | 2:1                                                                 | 0                                                                   | Лига наций КОНКАКАФ 2022/2023                                       |
| 3                                                                   | 17 июня 2023                                                        | Французская Гвиана                                                  | 1:4                                                                 | 1                                                                   | Отборочные матчи ЗК-2023                                            |
| 4                                                                   | 7 сентября 2023                                                     | Сент-Люсия                                                          | 1:5                                                                 | 1                                                                   | Лига наций КОНКАКАФ 2023/2024                                       |
| 5                                                                   | 10 сентября 2023                                                    | Гваделупа                                                           | 0:4                                                                 | 0                                                                   | Лига наций КОНКАКАФ 2023/2024                                       |
| 6                                                                   | 12 октября 2023                                                     | Сент-Китс и Невис                                                   | 2:3                                                                 | 0                                                                   | Лига наций КОНКАКАФ 2023/2024                                       |
| 7                                                                   | 15 октября 2023                                                     | Сент-Китс и Невис                                                   | 1:0                                                                 | 0                                                                   | Лига наций КОНКАКАФ 2023/2024                                       |
| 8                                                                   | 16 ноября 2023                                                      | Гваделупа                                                           | 0:2                                                                 | 0                                                                   | Лига наций КОНКАКАФ 2023/2024                                       |
| 9                                                                   | 19 ноября 2023                                                      | Сент-Люсия                                                          | 2:1                                                                 | 1                                                                   | Лига наций КОНКАКАФ 2023/2024                                       |

Итого:9 матчей и 4 гола; 4 победы, 0 ничьих, 5 поражений.